# آشاغی خلیل بی‌لی
آشاغی خلیل بی‌لی (به لاتین: Ashagy Khalilbeyli) یک منطقه مسکونی در جمهوری آذربایجان است که در شهرستان شمکور واقع شده است.